# جيريمي بريغهام
جيريمي بريغهام (بالإنجليزية: Jeremy Brigham)‏ هو لاعب كرة قدم أمريكية أمريكي، ولد في 22 مارس 1975 في بوسطن في الولايات المتحدة.

## وصلات خارجية
- جيريمي بريغهام على موقع مرجع كرة القدم المحترفة.كوم (الإنجليزية)